# Cité Paris-Campagne
La cité Paris-Campagne est une ancienne cité ouvrière, située à Revin, en Ardennes. C'est aujourd'hui un ensemble bâti inscrit aux monuments historiques.

## Histoire
Cette cité ouvrière a été construite dans l'entre-deux-guerres, par la société Brichet, Biond et Compagnie. 
Les salariés de cette entreprise sont essentiellement des émailleurs et des mouleurs. 
Vendue aux enchères à un propriétaire privé dans les années 2000,  cette cité est rachetée, en 2010, par une société d’économie sociale à but non lucratif, Habitat Pact. 
Elle devrait accueillir à nouveau des locataires en 2015. Les 24 habitations existantes seront restructurées en 18 habitations. 
L’État et la Fondation Abbé-Pierre participent au financement des travaux de réhabilitation.
Le projet estimé à 2 millions d'euros pourrait permettre à la cité ouvrière d'accueillir, en 2015, 18 logements sociaux.
Cet ensemble a été inscrit au titre des monuments historiques en 2012, une inscription symptomatique de l'évolution de la patrimonialisation en France.

## Description
Les habitations de la cité ouvrière sont alignées en continu, et en vis-à-vis, et constituent une rue, menant de la rue Waldeck-Rousseau à la place Jean Jaurès.
Chaque façade se différencie par son décor, avec un jeu de briques émaillées, jaunes ou blanches, disposées en figures géométriques au-dessus des fenêtres et des portes. 
Certains linteaux sont en acier riveté. 
Chaque habitation comporte un étage, et trois ou quatre pièces.
Les logements aux angles de la rue Waldeck-Rousseau sont plus grands, et comportent deux ou trois pièces de plus.
Certaines toitures possèdent un pignon avec comble. 
La couverture des toits est en ardoise. 
Sous chaque fenêtre se trouve un soupirail, qui correspond à une cave. Chaque habitation est dotée d'un jardin à l'arrière,.

### Références

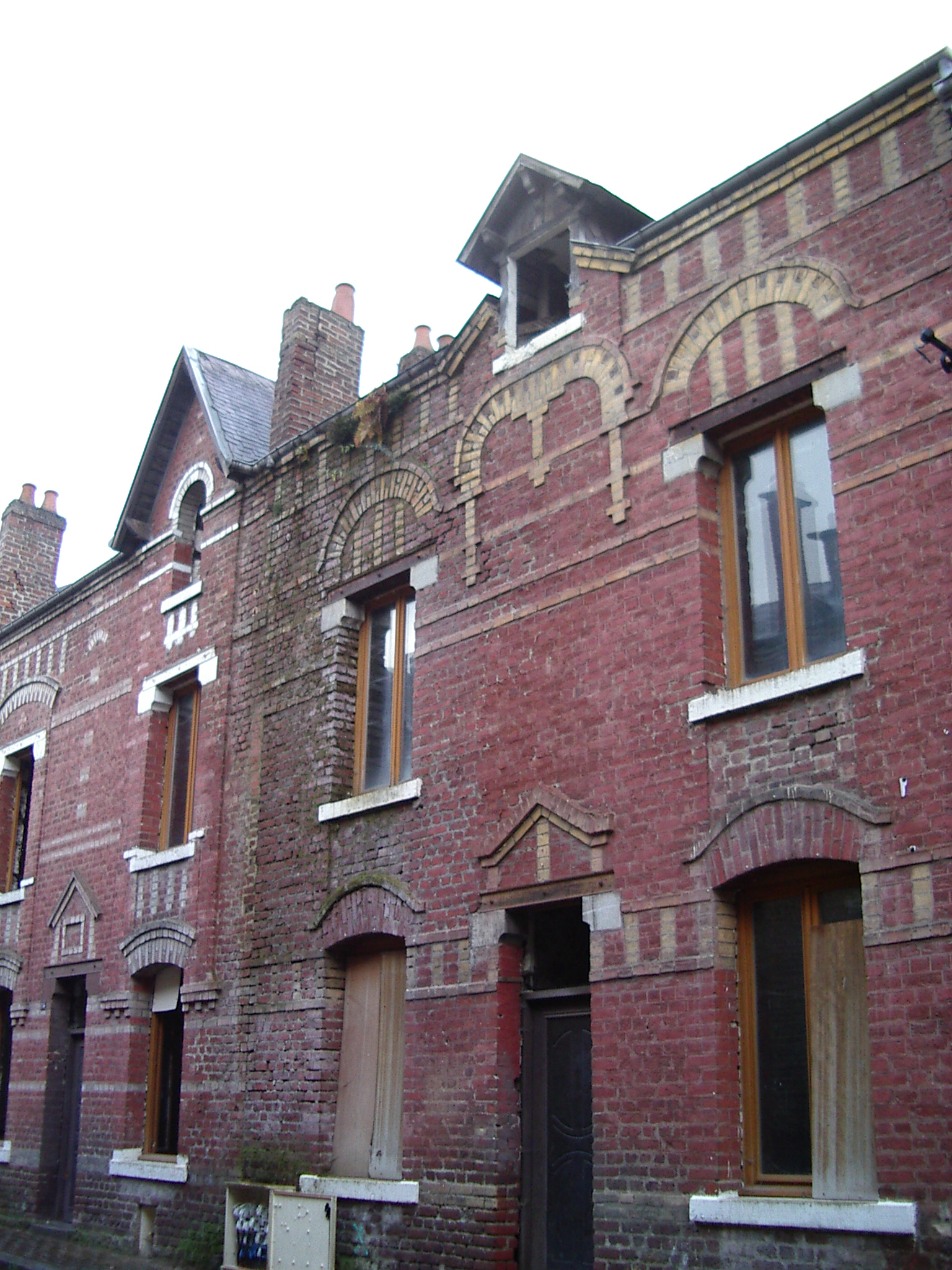
Les jeux de briques